# Шэньчжоу-5
«Шэньчжоу-5» (кит. упр. 神舟五号, пиньинь Shénzhōu wǔ hào, палл. Шэньчжоу у-хао «Божественная лодка-5») — первый пилотируемый космический полёт КНР. Корабль «Шэньчжоу-5» был выведен на орбиту вокруг Земли ракетой-носителем «Чанчжэн». Перед пилотируемым полётом в КНР, с 1999 года, были осуществлены четыре беспилотных, испытательных полёта кораблей «Шэньчжоу».

## Экипаж
| Космонавт       | Должность       | # полёта        | Корпорация      |                 |                 |                 |
| Основной экипаж | Основной экипаж | Основной экипаж | Основной экипаж | Основной экипаж | Основной экипаж | Основной экипаж |
| --------------- | --------------- | --------------- | --------------- | --------------- | --------------- | --------------- |
| Ян Ливэй        | Пилот           | 1               | CNSA            |                 |                 |                 |
| Дублёр          |                 |                 |                 |                 |                 |                 |
| Чжай Чжиган     |                 | 0               | CNSA            |                 |                 |                 |
| Резерв          |                 |                 |                 |                 |                 |                 |
| Не Хайшэн       |                 | 0               | CNSA            |                 |                 |                 |

## Космический корабль «Шэньчжоу»
Космический корабль «Шэньчжоу» во многом повторяет российский космический корабль «Союз». «Шэньчжоу» имеет точно такие же модули, что и «Союз» — приборно-агрегатный отсек, спускаемый аппарат и бытовой отсек. «Шэньчжоу» имеет примерно такие же размеры, что и «Союз». Вся конструкция корабля и все его системы примерно идентичны (с учётом пересчёта на действующие в КНР стандарты) советским космическим кораблям серии «Союз», а орбитальный модуль построен с использованием технологий, использовавшихся в серии советских космических станций «Салют».
В 2005 году директор ЗАО «ЦНИИМаш-Экспорт» Игорь Решетин и четверо работников этого же ЗАО были арестованы по подозрению в шпионаже в пользу КНР и передаче космических технологий. В 2007 году академик Решетин был приговорён к 11,5 годам заключения в колонии строгого режима.
Первая группа китайских космонавтов проходила подготовку к полёту в Центре подготовки космонавтов имени Гагарина в подмосковном Звёздном городке.

## Описание полёта
«Шэньчжоу-5» стартовал 15 октября 2003 года, в 9 часов 03 минуты по местному времени (01:03 UTC) с космодрома Цзюцюань, который расположен на севере Китая в провинции Ганьсу. Корабль достиг высоты 343 км в 01:10 (UTC). Корабль пилотировал космонавт (тайконавт) Ян Ливэй — 38-летний подполковник Народно-освободительной армии. КНР стала третьей страной (после СССР и США), самостоятельно осуществившей пилотируемый космический полёт собственными силами.
Программа пилотируемых полётов в КНР была начата в 1992 году.
Правительство КНР держало в секрете дату запуска, но и дата запуска, и дата приземления стали известны во всём мире заранее. КНР официально объявила о полёте «Шэньчжоу-5» уже после приземления.
«Шэньчжоу-5» совершил 14 оборотов и приземлился примерно через 21 час после старта. Корабль вошёл в атмосферу 15 октября в 22:04 (UTC). Приземление произошло в 22:28 (UTC) в 4,8 км от планируемого места приземления в автономном районе Внутренняя Монголия. Орбитальный модуль «Шэньчжоу-5» остался на орбите Земли и продолжал автономный полёт до 30 мая 2004 года.
Через 15 минут после приземления космонавт Ян Ливэй выбрался из спускаемого модуля, только после этого было официально заявлено об успешном осуществлении первого пилотируемого полёта в КНР.

## Последствия
В КНР первый успешный пилотируемый космический полёт широко отмечался. Все средства массовой информации сообщали о нём как о триумфе китайской науки и технологии, великом достижении китайского народа.
Председатель КНР Ху Цзиньтао, который присутствовал на космодроме во время запуска, заявил, что это событие является гордостью его родины, это исторический шаг китайского народа к вершине мировой науки и технологии. Он добавил: «…Партия и народ не забудут тех, кто сделал выдающийся вклад в освоение космоса».
От имени Центрального Комитета Коммунистической партии Китая, Верховного Совета и Центральной военной комиссии Ху Цзиньтао поздравил всех специалистов, которые обеспечили осуществление этого полёта.

## Галерея

Схема космического корабля «Шэньчжоу»
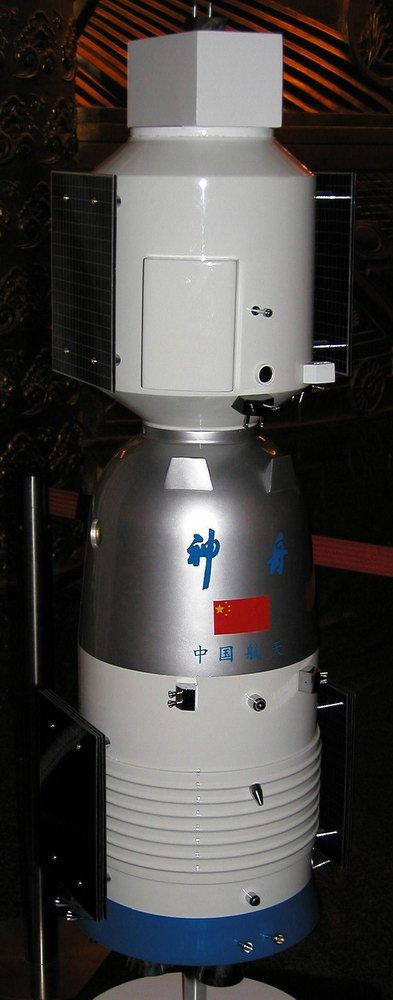
Модель космического корабля «Шэньчжоу-5»
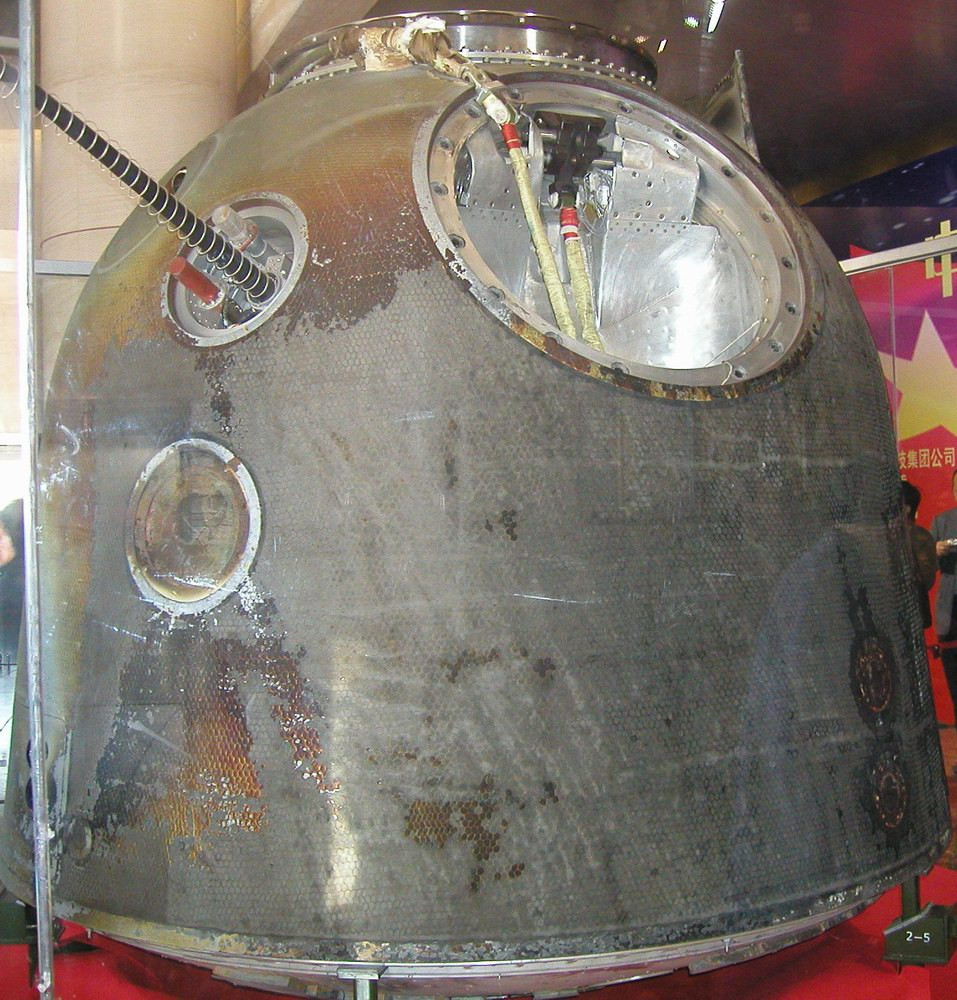
Спускаемый аппарат «Шэньчжоу-5»